# Manoelzinho
Manoel de Aguiar Fagundes (Niterói, 1907. augusztus 22. – 1953. november 22.) brazil labdarúgócsatár.